# Dario Fo

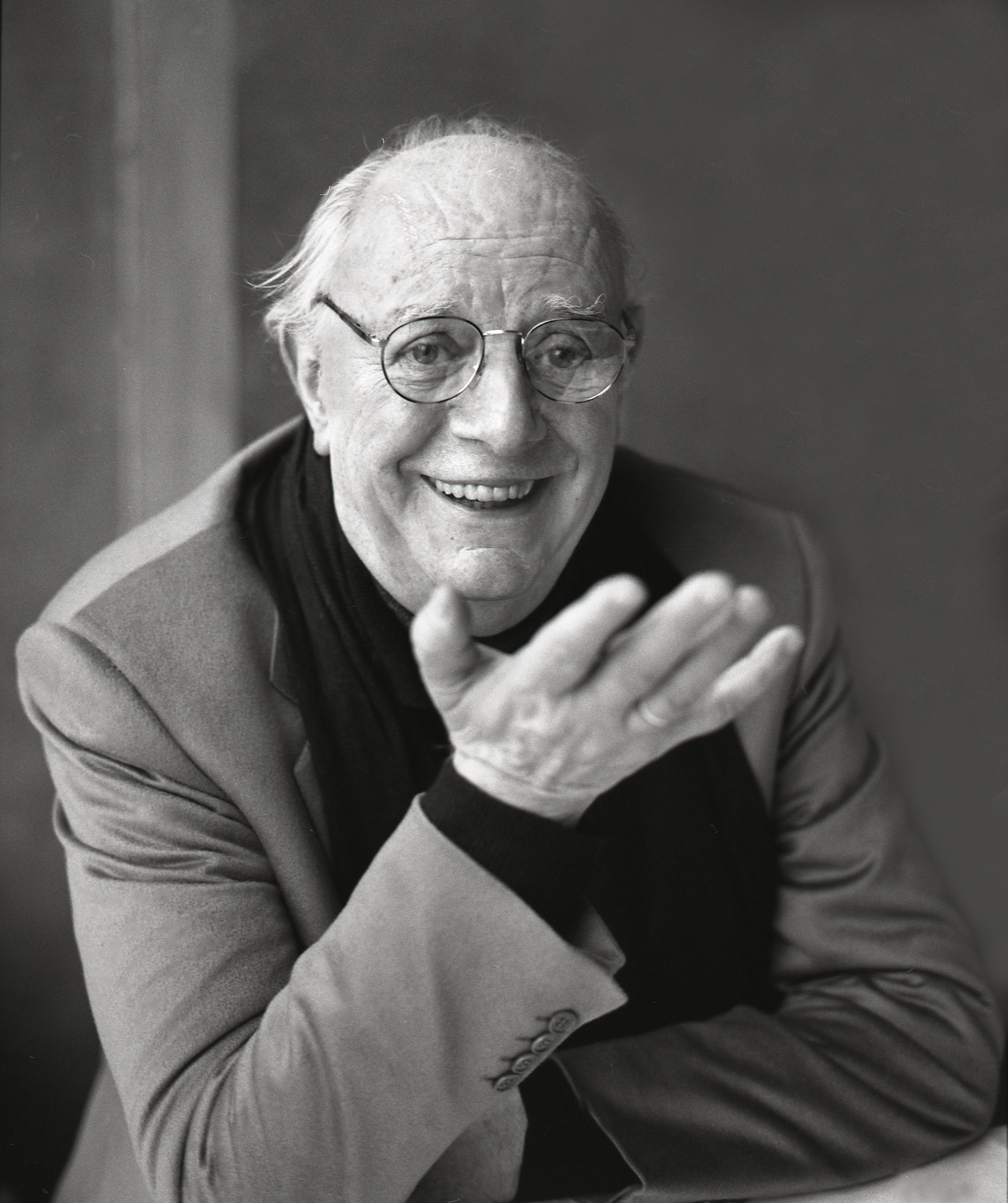
Dario Fo (2016)

Dario Luigi Angelo Fo [ˈdaːrjo ˈfɔ] (* 24. März 1926 in Sangiano; † 13. Oktober 2016 in Mailand) war ein italienischer Theaterautor, Regisseur, Bühnenbildner, Komponist, Erzähler, Satiriker und Schauspieler. Er revitalisierte Methoden der Commedia dell’arte. 1997 wurde er mit dem Nobelpreis für Literatur ausgezeichnet.
Dario Fo heiratete 1954 die Schauspielerin und spätere politische Aktivistin Franca Rame (1929–2013), mit der er auch künstlerisch eng zusammenarbeitete.

## Leben
Fos Vater war Bahnhofsvorsteher, Amateurschauspieler und Sozialist. Die Familie musste häufig umziehen, weil er oft versetzt wurde. Das Geschichtenerzählen lernte der junge Dario von seinem Großvater mütterlicherseits, einem Fischer und Glasbläser. Im Jahr 1940 zog Dario Fo nach Mailand, um an der Kunsthochschule Brera zu studieren. Der Zweite Weltkrieg kam dazwischen. Fos Familie war im antifaschistischen Widerstand aktiv, und er half seinem Vater, Flüchtlinge und Deserteure in die Schweiz zu schmuggeln. Einer Rekrutierung durch die Truppen von Salò konnte er sich nicht entziehen. Um einer Deportation an die Front nach Deutschland zu entgehen, meldete sich Fo freiwillig beim Bataillon Azzuro der Fallschirmjäger der Repubblica Sociale Italiana. Am Ende der Ausbildung desertierte Fo, um einen Kriegseinsatz zu vermeiden und versteckte sich bis Kriegsende in einem leerstehenden Haus im Wald in der Nähe von Caldé. Eine Teilnahme an einer „Aktion“ dieser Brigade im Jahr 1944 im Val Cannobina westlich des Lago Maggiore konnte Fo in einem Gerichtsverfahren im Jahr 1979 nicht nachgewiesen werden.
Nach Kriegsende setzte Fo sein Studium der Kunst und Architektur an der Universität Mailand fort. Danach war er als Architekt tätig. Daneben begann er, sich in der Bewegung der piccoli teatri (kleine Bühnen) zu engagieren und präsentierte dem Publikum improvisierte Einpersonenstücke. Im Jahr 1950 band er sich vertraglich an das Theaterensemble Franco Parentis und gab seinen Job als Architekt auf.
Seine spätere Frau, die aus einer Schauspielerfamilie stammende Franca Rame, traf er 1951 bei der gemeinsamen Erarbeitung der Revue Sieben Tage. Im selben Jahr wurde ihm angeboten, eine Sendung namens Cocorico für das öffentlich-rechtliche nationale Radio RAI zu moderieren. Er verfasste achtzehn satirische Monologe, in denen er biblische Themen politisch interpretierte. Empörte Vorgesetzte setzten die Show ab. Auch sein nächstes Theaterstück war beim Publikum ein Renner, erlebte jedoch ebenfalls Interventionen von Seiten der Kirche und des Staates, sodass Auftrittsorte rar wurden.
1954 heiratete er Franca Rame. Die beiden verdienten ihren Lebensunterhalt mit dem weiterhin populären Piccolo Teatro in Mailand. Im nächsten Jahr ergab sich eine Chance bei den Filmstudios in Rom. Fo wurde Drehbuchautor und arbeitete für zahlreiche Produktionen.
Der Sohn Jacopo kam im März 1955 zur Welt. Franca Rame arbeitete für das Teatro Stabile in Bozen. Fo und Rame hatten 1956 gemeinsam Rollen in dem Film Lo svitato, weitere folgten.
Die Rückkehr nach Mailand 1959 war verbunden mit der Gründung ihres eigenen Ensembles. Fo schrieb Stücke, schauspielerte, führte Regie und entwarf Kostüme und Bühnenbilder. Rame übernahm die Kassenführung und den „Papierkrieg“. Die Uraufführungen fanden im Piccolo Teatro statt, und sie brachen dann alljährlich zu Tourneen durch ganz Italien auf.
Das Stück Erzengel spielen nicht am Flipper (1960) fand große nationale Beachtung. Weitere Bühnenerfolge folgten. Bereits 1961 wurden Fos Stücke in Schweden und Polen adaptiert und auf die Bühne gebracht.
Für die Fernsehshow Canzonissima im RAI 1962 war Fo Autor und Regisseur. Er bildete dort das Leben gewöhnlicher Menschen ab, was beim Publikum sehr gut ankam. Eine Episode, in der ein Journalist von der Mafia ermordet wurde, verärgerte indes die Politiker. Fo und Rame erhielten Morddrohungen und wurden unter Polizeischutz gestellt. Die italienische Schauspielergewerkschaft setzte aus Solidarität bei ihren Mitgliedern durch, dass diese nicht als Ersatz für Fo/Rame zur Verfügung standen. Beide wurden für fünfzehn Jahre von der RAI gesperrt. Für Verärgerung hatte Fo außerdem gesorgt, als er in eine Sendung ein Lied über unzureichende Sicherheitsvorkehrungen im Baugewerbe einarbeitete, obwohl die Fernsehproduzenten dies aufgrund eines Streiks verhindern wollten.
Von 1968 bis 1970 leitete Fo die Theaterkooperative „Nuova Scena“.

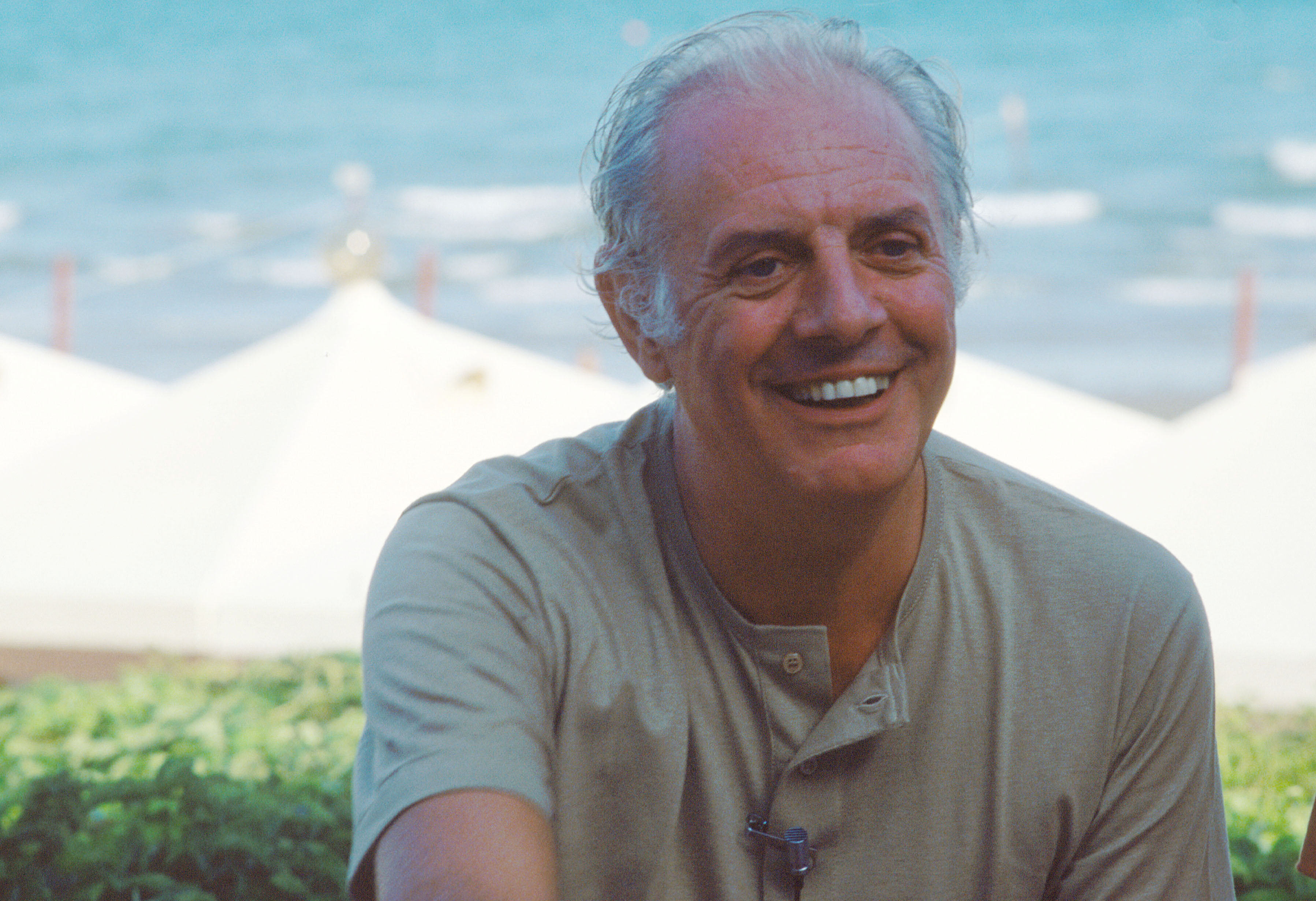
Dario Fo 1985 bei den Filmfestspielen von Venedig

Fo hat mehrfach als Opernregisseur gearbeitet, so etwa in Amsterdam (Il barbiere di Siviglia von Gioachino Rossini) und beim Rossini Opera Festival in Pesaro, wofür er auch jeweils das Bühnenbild entwarf. Dario Fo war ein prominenter Kritiker der Medienpolitik und Medienentwicklung in Italien. Er beurteilte sie als „Beseitigung jeder kritischen Kultur“ und warf Silvio Berlusconi vor, eine Kontrolle über alle Kommunikationswege anzustreben.

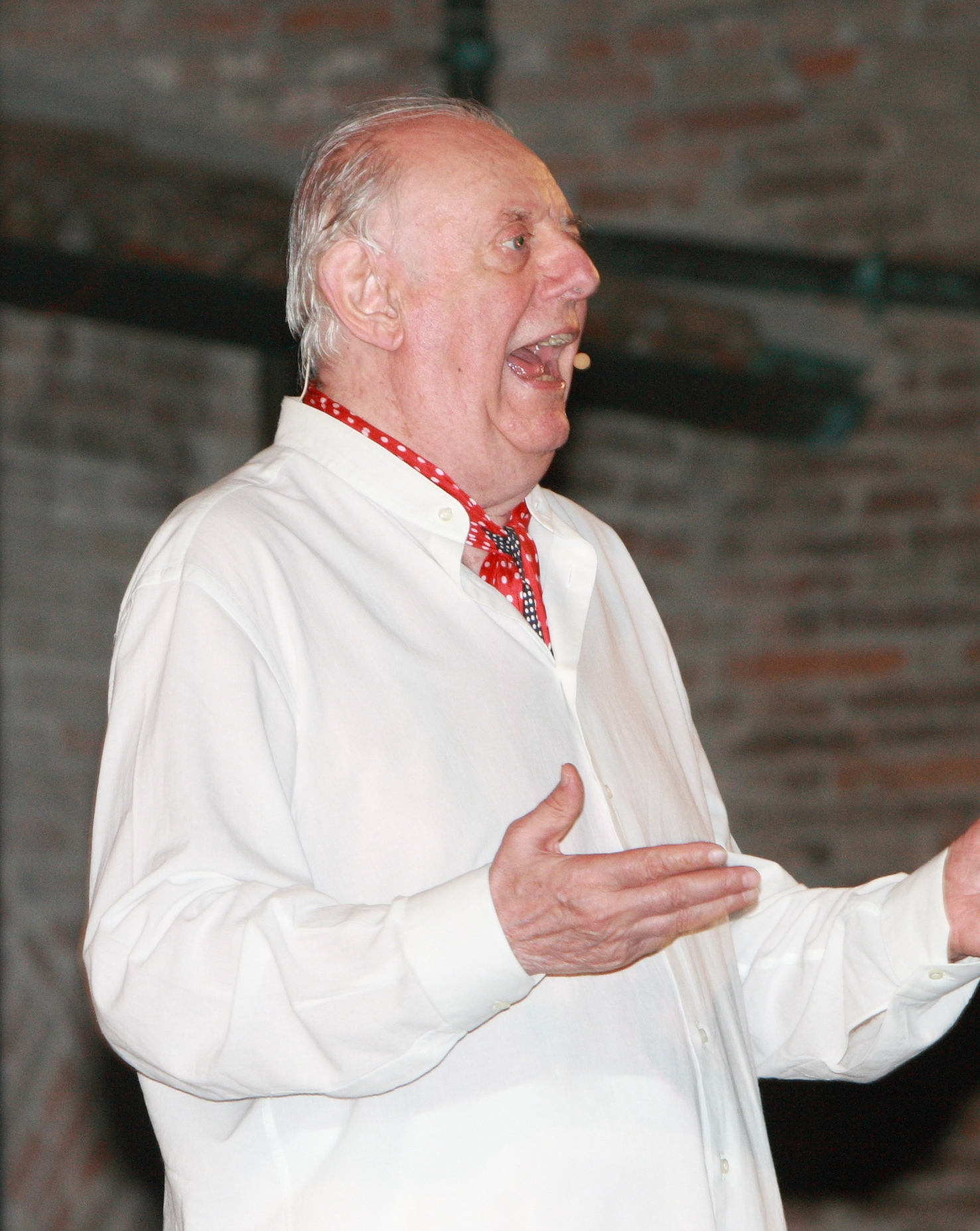
Dario Fo in Cesena (2008)

Der überzeugte Kommunist Fo kandidierte 2006 innerhalb eines Mitte-links-Bündnisses bei der Bürgermeisterwahl in Mailand. Er verlor zwar bei den Vorwahlen, erhielt jedoch 23,4 % der Stimmen.
Er war ein prominentes und einflussreiches Mitglied von Beppe Grillos MoVimento 5 Stelle.
Fos Bühnenstück Picasso desnudo wurde 2012 uraufgeführt. Die hierfür angefertigten Bilder hat er selbst als „Falso Picasso“ dem spanischen Maler nachempfunden, da ihm die Bildrechte für Pablo Picassos Gemälde zu teuer erschienen. Sie wurden im November 2014 in einer Stuttgarter Galerie gezeigt.
Im Herbst 2016 wurde er mit Atemproblemen in eine Mailänder Klinik eingeliefert, in der er nach zwölf Tagen seinem Leiden erlag.

## Auszeichnungen
- 1981 wurde er mit dem Sonning-Preis der Universität Kopenhagen ausgezeichnet.
- 1997 erhielt er den Nobelpreis für Literatur.

## Zitate
- Auf die Frage: Es gibt keine linke oder rechte Satire?

„Satire ist Satire und hat nichts mit Propaganda zu tun. Satire ist das schlechte Gewissen der Macht. Wer auch immer regiert, er wird automatisch zur Zielscheibe der Satire.“
- Auf die Frage: Dario Fo gegen Silvio Berlusconi – der Kampf der Giganten?

„Ich würde es nüchtern ausdrücken: Wettstreit zweier Berufskomiker.“
- Dario Fo in seinem Theaterstück Zufälliger Tod eines Anarchisten:

„Wenn es keine Skandale gäbe, müsste man sie erfinden, weil sie ein unentbehrliches Mittel sind, die Macht der Mächtigen zu erhalten und den Unmut der Unterdrückten fehlzuleiten. […] Worauf es ankommt, ist der Skandal! […] Damit endlich auch das italienische Volk sozialdemokratisch wird, wie die Völker Englands, Nordamerikas, Deutschlands usw. … moderne Völker! Damit unsere Mitbürger endlich stolz sagen können: »Ja, wir waten bis zum Hals in der Scheiße, aber genau deshalb tragen wir den Kopf hoch erhoben!«“
- Dario Fo anlässlich der Verleihung des Nobelpreises für Literatur 1997 in Stockholm:

„Die Macht, und zwar jede Macht, fürchtet nichts mehr als das Lachen, das Lächeln und den Spott. Sie sind Anzeichen für kritischen Sinn, Phantasie, Intelligenz und das Gegenteil von Fanatismus. Ich bin nicht mit der Idee zum Theater gegangen, Hamlet zu spielen, sondern mit der Ansicht, ein Clown zu sein, ein Hanswurst.“
- Im Nachwort zu Der Teufel mit den Titten:

„Selbstverständlich ist jede Ähnlichkeit mit aktuellen Tagesereignissen gänzlich unbeabsichtigt; es ist ja bekannt, dass die Klassiker stets schamlos die Skandale und Persönlichkeiten der Chronik unserer Tage kopiert haben!“

## Verstecktes Theater
Die Idee des versteckten Theaters ist, Stücke/Situationen nicht in einem ausgewiesenen Theater auf einer Bühne aufzuführen, sondern ohne Wissen der Zuschauer an alltäglichen Orten (Supermarkt, Bushaltestelle, Fußgängerzone, …) im mehr oder weniger öffentlichen Raum. Ziel ist, den künstlichen Rahmen des Theaters zu sprengen und die Fragestellungen der Stücke in die Realität zurückzuholen, aus der sie stammen. Stücke von Dario Fo kamen dabei aufgrund ihrer Sozialkritik häufig zum Einsatz. Er selbst wurde mehrere Male von der Bühne weg verhaftet.

## Werkauswahl
- Aveva due pistoli con gli occhi bianchi et neri. 1960 (Er hatte zwei Pistolen und seine Augen waren schwarz und weiß. Komödie in drei Akten mit Gesang. Übers. Peter O. Chotjewitz. Rotbuch Verlag, Berlin 1960, ISBN 3-88022-331-9).
- Gli arcangeli non giocanona a flipper. 1959 (Die Erzengel spielen nicht Flipper. Übers. Peter O. Chotjewitz. 1960).
- Chi ruba un piede è fortunato in amore. 1961 (Wer einen Fuß stiehlt, hat Glück in der Liebe. Komödie in zwei Akten. Übers. Peter O. Chotjewitz. Verlag der Autoren, Frankfurt 1961, ISBN 3-88661-068-3).
- Isabella, tre caravelle e un cacciaballe. 1963 (Isabella, drei Karavellen und ein Scharlatan. Rotbuch, Berlin 1963, ISBN 3-88022-010-7 (1963), Übers. Peter O. Chotjewitz).
- Mistero Buffo. 1969 (Obszöne Fabeln, Mistero Buffo. Szenische Monologe. ISBN 88-06-16527-5 (1969)).
- Tutti uniti! Tutti insieme! Ma scusa quello non è il padrone? 1971 (Einer für Alle, Alle für Einen! Verzeihung, wer ist hier eigentlich der Boß? Rotbuch, Berlin 1969, ISBN 3-88022-905-8).
- Morte accidentale di un anarchico. 1970 (Zufälliger Tod eines Anarchisten. Rotbuch, Berlin 1970, ISBN 3-88022-906-6).
- Non si paga, non si paga! 1974 (Bezahlt wird nicht! Eine Farce. Übers. Peter O. Chotjewitz, Rotbuch, Berlin 1974, ISBN 3-88022-028-X; 5. Aufl. 2010, ISBN 978-3-86789-091-5).
- La marijuana della mamma è la più bella. 1976 (Mamma hat den besten Shit. Rotbuch ISBN 3-88022-017-4 (1976)).
- Tutta casa, letto e chiesa. Con Franca Rame 1978 (Nur Kinder, Küche, Kirche. Mit Franca Rame, Rotbuch (1977)).
- Storia della tigre ed altre storie. 1980. (Geschichte einer Tigerin. Rotbuch ISBN 3-88022-360-2 (1982)).
- La Sghignazzo della paura. 1981 (Hohn der Angst. Eine Farce über die Entführung einer hochgestellten Persönlichkeit. Übers. Peter O. Chotjewitz. Rotbuch, Berlin 1981, ISBN 3-88022-396-3).
- Lieder & Balladen = Ballate e canzoni. 1974  Zambon-Verlag ISBN 3-88975-007-9.
- Die Oper vom großen Hohngelächter. Zambon, 1981, ISBN 3-88975-012-5.
- mit Franca Rame: Una coppia aperta, quasi spalancata. 1983 (Offene Zweierbeziehung. Eine Mutter [u.a.]. Drei Stücke. Übers. und Nachbemerkung zu Franca Rame von Renate Chotjewitz-Häfner. Rotbuch 1983, ISBN 3-88022-039-5; 6. Aufl. 2010, ISBN 978-3-86789-092-2).
- Quasi per caso una donna: Elisabetta. 1984 (Elisabeth – zufällig eine Frau. Rotbuch, Berlin 1984, ISBN 3-88022-907-4).
- Abducting Francesca. 1986. (Der Raub der Francesca. Verlag Autorenagentur, o. J. (1986)).
- Diebe, Damen, Marionetten. Vier Farcen in einem Akt. Übers. Peter O. Chotjewitz. Verlag der Autoren, Frankfurt 1987, ISBN 3-88661-079-9, darin: Der Dieb, der nicht zu Schaden kam; Der Nackte und der Mann im Frack; Anstreicher sind vergesslich; Leichen verschickt man, Frauen ziehen sich aus.
- Die Frau zum Wegschmeißen und andere Stücke Dialog (Buchreihe) Berlin 1988, darin: Zufälliger Tod eines Anarchisten. Die Frau zum Wegschmeißen. Bezahlt wird nicht!
- Il Papa e la strega. 1989. (Der Papst und die Hexe. Verlag der Autoren, Frankfurt 1989, ISBN 3-88661-117-5).
- Zitti! Stiamo precipitando! 1990 (Ruhe! Wir stürzen ab. Rotbuch, Berlin 1990).
- Die dicke Frau – Die Heroine. Rotbuch, Berlin 1991.
- Johan Padan a la descoverta de le Americhe. (Johan vom Po entdeckt Amerika. Verlag der Autoren, Frankfurt 1991, ISBN 3-88661-130-2).
- Mamma! I sanculotti! 1993. (Hilfe, das Volk kommt! Reclam, Stuttgart 1993, ISBN 3-15-009718-5).
- Sesso? Grazie, tanto per gradire. Con Jacopo Fo e Franca Rame. 1994 (Sex? Aber mit Vergnügen! und andere starke Frauen-Rollen. Rotbuch, Berlin 1994, ISBN 3-88022-670-9).
- Totò. Manuale dell’attore comico. 1991. (Kleines Handbuch des Schauspielers. Verlag der Autoren, Frankfurt 1997, ISBN 3-88661-100-0).
- Comica Finale. 1998. (Frühe Farcen, Übers. Renate Chotjewitz-Häfner, Verlag der Autoren, Frankfurt 1998  ISBN 3-88661-195-7).
- Il paese dei Mazerat. I miei primi sette anni. Gianciacomo Feltrinelli Editore. Milano. 2002.
- Meine ersten sieben Jahre und ein paar dazu. Kiepenheuer und Witsch. Köln. 2004. ISBN 3-462-03365-4.
- mit Giuseppina Manin: Die Welt, wie ich sie sehe. Rotbuch, Berlin 2008, ISBN 978-3-86789-041-0.
- mit Franca Rame:  Una vita all’improvisa. 2010. (Ein Leben aus dem Stegreif. Übers. Peter O. Chotjewitz. Rotbuch, Berlin 2010, ISBN 978-3-86789-096-0).
- Malerei, paintings 1945–2012. Ausstellungskatalog. Übers. Bryin Abraham. Die Galerie, Frankfurt 2013, ISBN 978-3-925782-78-7.
- mit Beppe Grillo, Gianroberto Casaleggio: Il grillo canta sempre al tramonto. 2013. (Fünf Sterne. Über Demokratie, Italien und die Zukunft Europas. Übers. Christine Ammann. Tropen, Stuttgart 2013, ISBN 978-3-608-50324-1).
- C’é un re pazzo in Danimarca. 2015 (Christian VII – Ein Narr auf dem Thron von Dänemark. Übers. Johanna Borek. Hollitzer, Wien 2019, ISBN 978-3-99012-440-6).
- posthume Veröffentlichung: Quasi per caso una donna: Cristina di Svezia. 2017. (Christina von Schweden – Eine Hosenrolle für die Königin. Übers. Johanna Borek. Hollitzer, Wien 2017, ISBN 978-3-99012-423-9).